# Урхіліна
Урхіліна (д/н — бл. 840 до н. е.) — цар Хамату в 860—840 роках до н. е. В ассирійських джерелах відомий як Ірхулені. Його ім'я також фігурує в написах щодо жертвоприношень, знайдених у Німруді.

## Життєпис
Походив з Хуритської династії. Син царя Паріти (Парти або Парати). Посів трон близько 860 року до н. е. В своїх написах Урхіліна згадує діда та прадіда, але не вказує їх імена.
Ймовірно напочатку його панування держава перебувала на політичному та економічному піднесенні. Це дозволило розгорнути масштабне будівництво. За свідченням самого царя він наказав спорудити храм кожному з богів. Так, на честь богині Баалат він звів зерносховище і храм, присвячений також й богу бурі. Висловлюється припущення, що цар також заснував мітсо-храм або якесь значне святилище на честь богині Балаат.
Напочатку 850-х років до н. е. ассирійські війська на чолі із Шульману-ашаредом III сплюндрувати хаматські міста Аденну, Баргу й Аргану. За цих обставин Урхіліна став одним з ініціаторів антиассирійської коаліції. Основу її становили Бен-Хадад II, цар Араму, Ахав, цар Ізраїлю, долучилися також царі Аммону, Моаву, Едому, сирійських та фінікійських міст-держав. Цю коаліцію підтримав фараон Осоркон II. У вирішальній битві при Каркарі в Хаматі ассирійці не змогли досягти успіху. В результаті уся Передня Азія скинула владу Ассирії.
У 850 році до н. е. перед загрозою нової війни з Ассирією поновив союз з Арамейським царством. Також підтвердив союз з Єгиптом, що не бажав посилення ассирійців в регіоні. У 849, 848 і 845 роках до н. е. арамо-хаматське військо вело запеклі війни проти царя Шульману-ашареда III. В результаті цар Хамату зумів зберегти незалежність.
Після смерті у 842 році до н. е. Бен-хадада II коаліція з Арамом розпалася. Близько 840 року до н. е. помер сам Урхіліна. Йому спадкував син Уратамі.